# Lila Pinell
Lila Pinell est une réalisatrice et scénariste française. 
Elle a notamment réalisé le film Kiss and Cry avec Chloé Mahieu en 2017.

## Biographie
Après des études de philosophie, Lila Pinell intègre le master de réalisation de documentaire de Lussas. En 2009, elle rencontre Chloé Mahieu avec qui elle réalisera la plupart de ses futurs projets.
Après plusieurs moyen-métrages documentaires, Lila Pinell co-réalise avec Chloé Mahieu en 2017 un premier long-métrage, Kiss and Cry, qui suit de jeunes patineuses artistiques en club. Mêlant fiction et documentaire, le film est présenté à l'ACID lors du Festival de Cannes 2017 .
Son moyen-métrage Le Roi David, réalisé en 2021, a obtenu de nombreux prix, dont le Prix Jean Vigo et le Grand Prix du Festival de Clermond-Ferrand .

## Filmographie
- 2012 : Nos fiançailles co-réalisé avec Chloé Mahieu (moyen-métrage documentaire)
- 2017 : Kiss and Cry  co-réalisé avec Chloé Mahieu
- 2021 : Le Roi David (moyen-métrage)
- 2026 : Shana (long-métrage)

## Distinctions

### Récompenses
- Festival du cinéma de Brive 2012 : Grand Prix France pour Nos fiançailles[1]
- Prix Jean-Vigo 2021 pour Le Roi David
- Festival de Clermont-Ferrand 2022 : Grand Prix et Prix étudiant pour Le Roi David

### Nominations
- Festival de Cannes 2017 : sélection à l'ACID pour Kiss and Cry
- César 2023 : Meilleur court métrage de fiction pour Le Roi David[4]